# Торрес, Лиз
Лиз То́ррес (англ. Liz Torres, род. 27 сентября 1947) — американская актриса, комедиантка и певица, трёхкратный номинант на премию «Эмми» а также на «Золотой глобус».

## Ранняя жизнь
Элизабет Торрес родилась в Бронксе, Нью-Йорк в семье эмигрантов из Пуэрто-Рико. После получения среднего образования она начала карьеру с выступлений в ночных клубах Нью-Йорка со своей подругой Бетт Мидлер, одновременно выступая в стенд-ап и телевизионных комедийных шоу.

## Карьера
Торрес появилась в более ста фильмах и телевизионных проектах на протяжении своей карьеры. Торрес получила первую известность благодаря роли в ситкоме «Филлис» с Клорис Личмен, спин-оффе «Шоу Мэри Тайлер Мур», где она снималась с 1975 по 1976 год. С 1993 по 1996 год она снималась в ситкоме «Шоу Джона Ларрокетта», а с 2000 по 2007 в сериале «Девочки Гилмор». Кроме того она появилась в сериалах «Все в семье», «Блюз Хилл стрит», «Закон Лос-Анджелеса», «Мерфи Браун», «Элли Макбил», «Няня», «Скорая помощь», «Дурнушка», «Частная практика», «Отчаянные домохозяйки» и многих других.

## Избранная фильмография
| Год  |   | Русское название      | Оригинальное название | Роль        |
| ---- | - | --------------------- | --------------------- | ----------- |
| 2009 | с | Отчаянные домохозяйки | Desperate Housewives  | Конни Солис |